# Taurulus bubalis
Taurulus bubalis é uma espécie de peixe pertencente à família Cottidae.
A autoridade científica da espécie é Euphrasen, tendo sido descrita no ano de 1786.

## Portugal
Encontra-se presente em Portugal, onde é uma espécie nativa.
O seu nome comum é escorpião-roco.

## Descrição
Trata-se de uma espécie de água salobra e marinha. Atinge os 17 cm de comprimento total nos indivíduos do sexo feminino.